# Casa de pe strada Ștefan cel Mare 79, Bălți
Casă de raport din str. Ștefan cel Mare, nr.79, intersecție cu str. Hotinului, Bălți, este un monument de arhitectură de importanță națională din Republica Moldova. A fost edificată în 1930 de către arhitectul Etti-Rosa Spirer. Este o clădire amplasată la colțul cartierului, ridicată în două niveluri, cu arhitectura în spiritul curentului modernist. Fațadele sunt asimetrice, înviorate de spațiile semideschise ale logiilor și balcoanelor. Clădirea este utilizată drept sediu al băncii; în conformitate cu noua destinație, balcoanele au fost închise cu geamuri, obiectivele de publicitate vizuală acoperind vederea asupra monumentului.